# ルーズコート・フィールドの戦い
ルーズコート・フィールドの戦い（Battle of Lose-coat Field）は、薔薇戦争中の1470年3月12日に行われた戦闘である。　エンピンハムの戦い（Battle of Empingham）としても知られる。

## 背景
1年ほど前にエッジコート・ムーアの戦いでの敗戦で捕らえられたが、その後エドワード4世は弟のグロスター公リチャード（後のリチャード3世）の援助により力を取り戻した。一方ウォリック伯は、エッジコート・ムーアの戦い以前と同じような、王の政策を行使も影響も与えられない立場に置かれた。ウォリック伯は別の王弟であるクラレンス公ジョージ（ウォリック伯にとっては義理の息子）を王位に就かせるつもりだった。そうなったら自分が思うように国政を動かせると思ったからである。

## 反乱
1470年、ウォリック伯の親戚であるロバート・ウェルズ卿（Sir Robert Welles）は王に反旗を翻す時にウォリック伯に助けを求めてきた。ウォリック伯は、エドワード4世を殺すか退位させるかするチャンスがまた来たと考えた。
ウェルズ卿は王に対抗する軍隊の準備のため、地元であるリンカーンシャーで兵士を集め始めた。リンカーンシャーでの不穏な動きが、国王エドワード4世の行動を促し、国王は3月4日に兵を集め始めた。国王のリンカーンシャーへの派兵の知らせは、地元にパニックを引き起こした。ウェルズ卿の勝手な解釈で、「王は公式に許されたはずのエッジコート・ムーアの戦いの時の反乱軍を裁きに来る」といううわさが広まった。ウォリック伯とクラレンス公の激励を受け、ウェルズ卿は自らをリンカーンシャーの人々の「偉大な指導者」と主張した。3月4日、周囲の地域に「全ての男子は国王に抵抗するために反乱軍に合流すべし」と要請する召喚状が届けられた。7日、王は反乱軍が地元の州（特にヨークシャー）から募った10万の軍を引き連れて、スタンフォードに向かって進軍しているということを耳にした。王は後にクラレンス公とウォリック伯から、「国王を援護するために軍を引き連れて北進している」と述べた手紙を受け取った。王は疑いもせずにウォリック伯に自分の精兵の兵権を与えた。エドワード4世はそれから「反乱軍がレスターに進路を変更した」という知らせを受け取ったので、ウォリック伯とクラレンス公は王に疑われる事なく「スタンフォードの反乱軍攻撃」という名目で王から離れる事ができたのだった。
ウェルズ卿は王から手紙を受け取った。そこにはウェルズ卿に、反乱軍の解散を求めており、さもなくば彼の父ウェルズ男爵リチャード（ウォリック伯のはとこ。別の罪でエドワード4世に捕らえられていた）を処刑すると書かれていた。ウェルズ卿はすぐさま軍をスタンフォードに向けた。
ウェルズ卿がウォリック伯とその精兵と合流し損ねた事によって、エドワード4世の信頼は増した。　

## 戦闘
エドワード4世の偵察は、彼に反乱軍がスタンフォード（Stamford）からおよそ8kmに位置し、ラトランド（Rutland）のエンピンハムに近い場所で戦闘配備されたということを知らせた。エドワード4世はウェルズ卿の正面に戦線を配備し、両軍の間で双方から見えるようにウェルズ卿の父ウェルズ男爵とその協力者トマス・ディモック卿を処刑した。この行為が反乱軍の「ウォリックはどうした!」「クラレンスはどうした!」という叫び声とともに反乱軍（この時点で約3万の軍勢）の心に火をつけた。砲弾の弾幕が発射され、次にエドワードは彼の兵を敵に向かって突撃させた。この突撃軍の指揮官が敵に到達さえしないうちに、反乱軍の前線は崩壊した。反乱軍は王の精兵に対面する前に四散し、撤退した。ウェルズ卿の多くの兵が着ていた制服の上着は、ウォリック伯とクラレンス公に援助された揃いの制服であった。反乱軍の総崩れが始まった時、反乱軍の兵たちはそのような「反乱軍の証拠」を身につけたまま捕まる事を恐れて、制服を脱ぎ捨てていった。そのため、この戦闘は「ルーズコート・フィールド（Losecote Field）：捨てられた上着の丘」の戦いと言われるようになった。
ロバート・ウェルズ卿と彼の部隊の指揮官であるリチャード・ウォーレンは、2人とも総崩れの時に捕らえられ、1週間後に処刑されている。